# Giro della Città Metropolitana di Reggio Calabria
Der Giro della Città Metropolitana di Reggio Calabria ist ein italienisches Straßenradrennen für Männer.
Der Wettbewerb wurde seit 1920 in der Provinz Reggio Calabria unter dem Namen Giro della Provincia di Reggio Calabria ausgetragen. Von 1920 bis 1949 wurde das Rennen zunächst als Etappenrennen und ab 1950  als Eintagesrennen veranstaltet. Die Austragung 1969 diente gleichzeitig als Italienische Meisterschaft. Das Rennen zählte von 2005 bis 2012 zur UCI Europe Tour, wo es 2005 und 2009 in die UCI-Kategorie 1.1 eingeordnet war. 2008 und von 2010 bis 2012 wurde der Giro della Provincia di Reggio Calabria erneut als Mehrtagesrennen über drei bis vier Etappen ausgetragen und zählte zur Kategorie 2.1. Im Jahr 2012 wurde das Rennen zunächst zum letzten Mal ausgetragen. Im Jahr 2023 erfolgte eine Neuauflage als Eintagesrennen, aufgrund der Statusänderung der früheren Provinz nun unter dem Namen Giro della Città Metropolitana di Reggio Calabria.
Rekordsieger mit drei Erfolgen ist der Italiener Michele Dancelli.

## Palmarès
- 2025  Luca Colnaghi
- 2024 abgesagt
- 2023  Jhonatan Restrepo
- 2013–2022 keine Austragung
- 2012  Elia Viviani
- 2011  Daniele Pietropolli (2)
- 2010  Matteo Montaguti
- 2009  Fortunato Baliani
- 2008  Daniele Pietropolli
- 2006–2007 keine Austragung
- 2005  Guillermo Rubén Bongiorno
- 2004  Andris Naudužs
- 2003  Aitor González Jiménez
- 1999–2002 keine Austragung
- 1998  Michele Bartoli (2)
- 1997 keine Austragung
- 1996  Michele Bartoli
- 1995  Pascal Richard
- 1994 keine Austragung
- 1993  Fabiano Fontanelli
- 1992  Davide Cassani
- 1991  Andrea Ferrigato
- 1990  Giuseppe Saronni
- 1989  Adriano Baffi
- 1988  Moreno Argentin
- 1987  Tony Rominger
- 1986  Guido Bontempi
- 1985  Silvano Ricco
- 1984  Alfredo Chinetti
- 1983  Pierino Gavazzi
- 1982  Riccardo Magrini
- 1981  Alfio Vandi
- 1980  Gianbattista Baronchelli
- 1979  Giovanni Battaglin
- 1978  Knut Knudsen
- 1977  Costante Conti
- 1976  Enrico Paolini
- 1975  Giuseppe Perletto
- 1974  Francesco Moser
- 1973  Wladimiro Panizza
- 1972  Franco Bitossi
- 1971  Gianni Motta
- 1970  Walter Godefroot
- 1969  Vittorio Adorni
- 1968  Michele Dancelli (3)
- 1967  Michele Dancelli (2)
- 1966  Michele Dancelli
- 1965  Adriano Durante
- 1964  Diego Ronchini
- 1963  Ercole Baldini
- 1962  Luigi Sarti
- 1961  Dino Bruni
- 1960  Guido Carlesi
- 1959  Waldemaro Bartolozzi
- 1958  Angelo Conterno
- 1957  Gastone Nencini
- 1956  Giuseppe Minardi (2)
- 1955  Rino Benedetti
- 1954  Giuseppe Minardi
- 1953  Luciano Maggini
- 1952  Gino Bartali
- 1951  Luciano Maggini
- 1950  Fausto Coppi
- 1949  Sergio Pagliazzi
- 1946–1948 keine Austragung
- 1945  Giovanni Corrieri
- 1932–1944 keine Austragung
- 1931  Learco Guerra
- 1930  Luigi Marchisio
- 1929  Felice Gremo (2)
- 1928  Felice Gremo
- 1927 keine Austragung
- 1926  Nello Ciaccheri (2)
- 1924–1925 keine Austragung
- 1923  Nello Ciaccheri
- 1922  Angelo De Francesco
- 1921 keine Austragung
- 1920  Mario Giorgianni